# (20164) Janzajíc
(20164) Janzajíc, désignation internationale (20164) Janzajic, est un astéroïde de la ceinture principale.

## Description
(20164) Janzajic est un astéroïde de la ceinture principale nommé d'après Jan Zajíc. Il fut découvert le 9 novembre 1996 à l'Observatoire Kleť par Jana Tichá et Miloš Tichý. Il présente une orbite caractérisée par un demi-grand axe de 2,24 UA, une excentricité de 0,15 et une inclinaison de 4,9° par rapport à l'écliptique.

## Compléments